# Jay Ziskrout
Jay Ziskrout, nacido el 8 de septiembre de 1962 es un baterista estadounidense conocido por ser el batería original de Bad Religion. Dejó la banda en 1981, un año después de su formación. Es el fundador del sello discográfico alternativo latino, Grita! Records.

## Biografía
Jay formó en 1979 Bad Religion junto a Jay Bentley, Greg Graffin y Brett Gurewitz, compañeros suyos del instituto El Camino Real High School, en Woodland Hills, Los Ángeles, California. Participó en los primeros dos trabajos de la banda, el EP autotitulado Bad Religion y el primer álbum de estudio, How Could Hell Be Any Worse?, donde participó en solo 8 canciones. Dejó la banda en plena grabación y fue sustituido por Pete Finestone, que terminó el resto de canciones.
Las causas que llevaron a Ziskrout a dejar Bad Religion cuando solo llevaban un año de vida como banda y abandonar justo en plena grabación del primer álbum aún hoy en día no están claras. Tras dejar la música en activo se marchó a Nueva York, donde trabajó junto a Clive Davis en la veterana discográfica de este, Arista Records (hoy en día propiedad del conglomerado Sony BMG).
Tras varios años en Arista Records, Ziskrout vuelve a sus orígenes punk y a trabajar con el entorno Bad Religion. Brett Gurewitz, guitarrista, compositor de Bad Religion y fundador de Epitaph Records, le ofreció el puesto de director de Epitaph Europa, con sede en Ámsterdam. Encargado de introducir en el Viejo Continente las nuevas sensaciones de la nueva oleada punk rock californiana encabezada por The Offspring y su arrollador Smash.
Después de su etapa en Epitaph, Ziskrout volvió a Estados Unidos con Grita! Records, firmando artistas como Niños con Bombas, proyecto del chileno Daniel Puente Encina, y LatinoVision.com, dos proyectos musicales relacionados con la música latina alternativa.